# Трите дни на кондора
„Трите дни на Кондора“ (на английски: Three Days of the Condor) е американски филм от 1975 година на режисьора Сидни Полак. В главните роли участват Робърт Редфорд и Фей Дънауей.

## Описание
Джо Търнър (Робърт Редфорд) е агент под прикритие, занимаващ се с по-скоро чиновническа работа. Животът му е напълно скучен до момента, в който колегите му са избити и той става мишена на неизвестен убиец. Търнър, чието кодово име е Кондор, търси закрила при своите реални работодатели – ЦРУ. Така попада в устроената клопка, от която се измъква, воден от вроденото си чувство за сигурност. Дали ЦРУ се опитва да го убие или някой друг? Следват заплетени обрати, при който самият Кондор е обвинен в убийство.

## Български дублаж
| Преводач           | Камен Стойчев                                               |
| Тонрежисьор        | Добромир Чочов                                              |
| Озвучаващи артисти | Даринка Митова Борис Чернев Силви Стоицов Станислав Пищалов |